# Distretto di Ranracancha
Il distretto di Ranracancha è un distretto del Perù nella provincia di Chincheros (regione di Apurímac) con 4.642 abitanti al censimento 2007 dei quali 1.084 urbani e 3.558 rurali.
È stato istituito il 29 ottobre 1993.